# مات نيوتن
مات نيوتن (بالإنجليزية: Matt Newton)‏ هو ممثل أمريكي، ولد في 11 مايو 1977 في الولايات المتحدة.

## وصلات خارجية
- مات نيوتن على موقع IMDb (الإنجليزية)
- مات نيوتن على موقع ميوزك برينز (الإنجليزية)
- مات نيوتن على موقع قاعدة بيانات الفيلم (الإنجليزية)